# 한국환상곡
《한국환상곡》(韓國幻想曲)은 안익태가 작곡한 환상곡(관현악곡)이다. 연주시간은 약 15, 20, 30분으로, 관현악단과 혼성 합창으로 구성된 단일 악장이다. 1938년 2월 20일 아일랜드의 더블린 시에서 초연되었으며, 보완을 거쳐 1958년 미국 할리우드에서 완성된 곡이 연주되었다.
독일 후기 낭만파 양식이 기조가 되고 있다. 특히, 후반부의 합창 부분은 〈애국가〉의 가락이 중심을 이루며 ‘만세 만세’의 가사로 격앙과 고조를 이루면서 끝이 난다. 줄거리는 태고의 민족 탄생과 유구한 역사, 그리고 외적 침략에 항거하며 독립하여 광복을 이룬다는 것으로, 일제강점기에 독립을 쟁취하려는 고무적인 분위기가 작품에 담겨 있다.
대한민국에서는 1961년 이승만 대통령의 생일을 기념하기 위한 음악회에서 서울시립교향악단과 KBS 교향악단이 처음 연주하였다. 해외에서도 중국 · 일본 · 미국 · 남미 등에서 연주되면서 외국인들이 한국말로 노래하는 한국음악의 국제적 선양이라는 선례를 남겼다.

## 참고 문헌
- 한국문화예술진흥원, 《한국예술총람》, 1978년